# Cadillac Imaj
Cadillac Imaj – prototyp samochodu marki Cadillac z roku 2000 z napędem na 4 koła, silnik z doładowaniem V8 o pojemności 4,2 litra, 425 KM przy 6400 obr./min.
Imaj to neologizm nawiązujący być może do francuskiego image oznaczającego obraz, wyobrażenie.